# Hermann Weingärtner
Hermann Weingärtner (Frankfurt, 27 de agosto de 1864 – 22 de dezembro de 1919) foi um ginasta alemão, que competiu em provas de ginástica artística.
Hermann iniciou sua carreira em sua cidade natal, no clube Frankfurter Turnverein 1860. Mais tarde mudou-se para Berlim para concorrer ao Turnerschaft Deutsche. Em 1896, foi competidor nos Jogos de Atenas na Grécia. Weingärtner foi um membro da equipe alemã que conquistou duas medalhas de ouro pela primeira colocação em ambos os eventos por equipe: as barras paralelas e a barra horizontal. Lá, conquistou ainda medalhas individuais, como o ouro na barra horizontal, a prata no cavalo com alças e argolas, e o bronze no salto. Chegou a competir nas barras paralelas, mas não subiu ao pódio. Suas seis medalhas fizeram dele um dos concorrentes mais bem sucedidos da primeira edição dos Jogos Olímpicos Modernos.
Após o seu regresso à Alemanha, a maioria dos ginastas alemães foram suspensos, pois o Turnerschaft Deutsche (neste momento o órgão executivo da ginástica alemão) boicotou os Jogos Olímpicos. Então, ele voltou para Frankfurt (Oder) para gerir uma espécie de piscina pública, fundada por seu pai na ilha Ziegenwerder. Algum tempo depois, se afogou tentando salvar uma pessoa de afogamento.